# Rudolf Viertl
Rudolf Viertl (Schwechat, 12 novembre 1902 – 9 dicembre 1981) è stato un calciatore austriaco, di ruolo attaccante.

## Carriera
Cresciuto nelle giovanili del Neukettenhof, paese dove tornò a vivere dopo il ritiro, Viertl esordì in I. liga con il Simmering nel 1924-1925, qui, insieme al compagno di Nazionale Horvath, raggiunse il terzo posto in campionato nel 1926, miglior risultato della storia del club. Due anni dopo, il Simmering retrocesse e Viertl fu ceduto all'Austria Vienna.
In maglia viola raggiunse il terzo posto nella classifica dei marcatori nella stagione 1929-1930, si guadagnò la convocazione alla Coppa del Mondo 1934 in Italia, e vinse tre coppe d'Austria e due Mitropa.
In Nazionale aveva debuttato nel 1925 contro l'Ungheria, rivale tradizionale. In 12 anni ha vestito 16 volte la maglia della squadra austriaca, tra cui 4 partite al Mondiale del 1934. Si ritirò dopo una partita contro la Francia.

## Palmarès

### Club

#### Competizioni nazionali
- Coppa d'Austria: 3

Austria Vienna: 1932-1933, 1934-1935, 1935-1936

#### Competizioni internazionali
- Coppa dell'Europa Centrale: 2

FK Austria: 1933, 1936